# ニコラス・ゴンサレス (1998年生のサッカー選手)
ニコラス・イバン・ゴンサレス（Nicolás Iván González，1998年4月6日 - ）は、アルゼンチン・ベレン・デ・エスコバル出身のサッカー選手。セリエA・ユヴェントスFC所属。アルゼンチン代表。ポジションはFW。

## 経歴
AAアルヘンティノス・ジュニアーズでトップチーム昇格後、初年度から主力として活躍。
インテルナツィオナーレ・ミラノをはじめとした国外からオファーを受けた中、2018年7月10日にVfBシュトゥットガルトと5年契約を交わして移籍した。
2021年6月23日、ACFフィオレンティーナと5年契約を締結した。
2024年8月25日、一定条件を満たせば買取義務となるレンタル移籍でユヴェントスFCへの移籍が決定。

## エピソード
- フィオレンティーナは公式Twitterでニコラスの獲得を発表する前に「ルーニー・テューンズ」の人気キャラクターである「スピーディー・ゴンザレス」の絵を投稿して獲得をほのめかした[4][5]。

## タイトル

### クラブ
アルヘンティノス・ジュニアーズ
- プリメーラB・ナシオナル: 2016-17

### 代表
アルゼンチン U-23
- パンアメリカン競技大会: 2019

アルゼンチン
- コパ・アメリカ: 2021, 2024
- CONMEBOL-UEFAカップ・オブ・チャンピオンズ: 2022